# Hetoa Kaio
Hetoa Kaio – tuwalski piłkarz grający na pozycji pomocnika, reprezentant kraju.

## Kariera klubowa
W 2007 roku, Kaio występował w tuwalskim klubie Nauti FC.

## Kariera reprezentacyjna
Podczas eliminacji do Mistrzostw Świata w 2010 roku, Kaio reprezentował Tuvalu w dwóch spotkaniach. W meczu przeciwko reprezentacji Fidżi, zagrał w podstawowym składzie, jednak już w 30. minucie zszedł z boiska, a zastąpił go Jelly Selau. W spotkaniu przeciwko Nowej Kaledonii, Kaio wszedł na boisko w 84. minucie wchodząc za Fulisagafou Haumę. W pozostałych dwóch meczach, zawodnik ten był rezerwowym ekipy Tuvalu. We wszystkich czterech spotkaniach Tuwalczycy odnieśli trzy porażki i jeden remis, tracąc przy tym 22 gole. Ostatecznie, reprezentacja tego kraju zajęła ostatnie miejsce w swojej grupie i nie odniosła awansu do kolejnej fazy eliminacji.